# Protorthodes bostura
Protorthodes bostura är en fjärilsart som beskrevs av Smith 1908. Protorthodes bostura ingår i släktet Protorthodes och familjen nattflyn. Inga underarter finns listade i Catalogue of Life.